# Elitloppet 2004
Elitloppet 2004 var den 53:e upplagan av Elitloppet, som gick av stapeln söndagen den 30 maj 2004 på Solvalla i Stockholm. Finalen vanns av den svenske hästen Gidde Palema, körd och tränad av Åke Svanstedt. Detta var Svanstedts första Elitloppsseger i karriären.
Gidde Palema hade deltagit i Elitloppet 2002, där det blev galopp i försöket. Året efter var han tillbaka för revansch i Elitloppet, men hade då istället otur i finalen och galopperade efter att ha fått en jobbig inledning på loppet. I 2004 års Elitlopp var det dags för tredje gången gillt, och då var det äntligen dags för honom att få sätta nosen först.

## Upplägg och genomförande
Elitloppet är ett inbjudningslopp och varje år bjuds 16 hästar som utmärkt sig in till Elitloppet. Hästarna lottas in i två kvalheat, och de fyra bästa i varje försök går vidare till finalen som sker 2–3 timmar senare samma dag. Desto bättre placering i kvalheatet, desto tidigare får hästens tränare välja startspår inför finalen. Samtliga tre lopp travas sedan 1965 över sprinterdistansen 1 609 meter (engelska milen) med autostart (bilstart). I Elitloppet 2004 var förstapris i finalen 2,5 miljoner kronor, och 250 000 kronor i respektive kvalheat.

## Kvalheat 1
| P | S | Häst               | Kusk               | Tränare             | Land          | Odds   | Tid      |
| - | - | ------------------ | ------------------ | ------------------- | ------------- | ------ | -------- |
| 1 | 1 | Revenue            | Lutfi Kolgjini     | Lutfi Kolgjini      | Sverige       | 2,32   | 1.11,4   |
| 2 | 2 | Gidde Palema       | Åke Svanstedt      | Åke Svanstedt       | Sverige       | 1,70   | 1.11,6   |
| 3 | 4 | Civil Action       | Paolo Leoni        | Paolo Leoni         | Italien       | 114,10 | 1.11,6   |
| 4 | 5 | Steinlager         | Per Oleg Midtfjeld | Per Oleg Midtfjeld  | Norge         | 51,50  | 1.11,7ag |
| 0 | 3 | Malabar Circle Ås  | Torbjörn Jansson   | Svante Båth         | Sverige       | 26,40  | 1.11,8   |
| 0 | 6 | Freiherr As        | Thomas Panschow    | Arnold Mollema      | Nederländerna | 118,80 | 1.12,2   |
| 0 | 7 | Legendary Lover K. | Steen Juul         | Gunner Christiansen | Danmark       | 13,70  | 1.12,2   |
| 0 | 8 | Rotation           | Stig H. Johansson  | Stig H. Johansson   | Sverige       | 8,60   | 8ag      |

## Kvalheat 2
| P | S | Häst            | Kusk               | Tränare            | Land      | Odds  | Tid    |
| - | - | --------------- | ------------------ | ------------------ | --------- | ----- | ------ |
| 1 | 1 | Scarlet Knight  | Stefan Melander    | Stefan Melander    | Sverige   | 3,42  | 1.11,0 |
| 2 | 5 | Tag The Devil   | Åke Svanstedt      | Åke Svanstedt      | Sverige   | 32,60 | 1.11,1 |
| 3 | 8 | Prime Prospect  | Wilhelm Paal       | Holger Ehlert      | Italien   | 99,90 | 1.11,2 |
| 4 | 2 | H.P.Paque       | Jorma Kontio       | Trond Smedshammer  | USA       | 6,90  | 1.11,3 |
| 0 | 4 | Fräkke Frederik | Preben Kjaersgaard | Preben Kjaersgaard | Danmark   | 3,90  | 1.11,3 |
| 0 | 7 | Hilda Zonett    | Robert Bergh       | Robert Bergh       | Sverige   | 31,10 | 1.11,3 |
| d | 3 | Kesaco Phedo    | Jean-Michel Bazire | Jean-Michel Bazire | Frankrike | 2,10  | uag    |
| d | 6 | Calvin Capar    | Hans-Owe Sundberg  | Stefan Hultman     | Sverige   | 58,40 | uag    |

## Finalheat
| P | S | Häst           | Kusk               | Tränare            | Land    | Odds  | Tid      |
| - | - | -------------- | ------------------ | ------------------ | ------- | ----- | -------- |
| 1 | 4 | Gidde Palema   | Åke Svanstedt      | Åke Svanstedt      | Sverige | 1,98  | 1.10,0   |
| 2 | 5 | Civil Action   | Paolo Leoni        | Paolo Leoni        | Italien | 86,80 | 1.10,1   |
| 3 | 7 | Steinlager     | Per Oleg Midtfjeld | Per Oleg Midtfjeld | Norge   | 37,20 | 1.10,2   |
| 4 | 1 | Revenue        | Lutfi Kolgjini     | Lutfi Kolgjini     | Sverige | 3,20  | 1.10,2   |
| 5 | 8 | H.P.Paque      | Jorma Kontio       | Trond Smedshammer  | USA     | 84,80 | 1.10,6   |
| 0 | 3 | Tag The Devil  | Lennart Forsgren   | Åke Svanstedt      | Sverige | 14,90 | 1.10,6   |
| 0 | 6 | Prime Prospect | Wilhelm Paal       | Holger Ehlert      | Italien | 73,00 | 1.10,7ag |
| 0 | 2 | Scarlet Knight | Stefan Melander    | Stefan Melander    | Sverige | 3,20  | 1.10,7   |